# ラインバーンNF8U形電車
NF8Uは、ドイツの大都市・デュッセルドルフの路面電車および地下鉄であるデュッセルドルフ・シュタットバーンで使用されている電車。地下区間の走行に対応した、車内の大部分の床上高さを下げている超低床電車で、ドイツ語で「銀の矢」を意味する「シルバーフェイルII（Silberpfeil II）」と言う愛称も有する。

## 概要
デュッセルドルフ中心部の地下を通るシュタットバーン（地下鉄）の1つであるヴェーアハーン線は、道路が狭く単線区間も存在した地上の路面電車（デュッセルドルフ市電）を地下へ移設し、高速化や本数増加を図ったものである。この区間の開通に先立ち、デュッセルドルフの路面電車で使用されていた旧型電車を置き換えるため運営事業者のライン川鉄道会社（現：ラインバーン）は、シーメンスとフォスロ・キーペによるコンソーシアムであるデュッセルドルフ低床シュタットバーン（Niederflur Stadtbahn Düsseldorf）との間に15両 + オプション61両分の契約を交わした。これがNF8U形である。
NF8U形はデュッセルドルフ市電の各系統で使用されているNF10形・NF8形（コンビーノ）を基に開発された、車内全体が低床構造の超低床電車で、前後車体の両端に車軸付きボギー台車が設置されている関係で生じた下膨れのような前面デザインも共通である。一方、地上区間に加えて地下区間で使用されることを前提にしているため火災検知器を始め車体各部に防火対策を施している他、連結運転を実施する事から前面カバー内に連結器が設けられている。編成は片運転台の5車体連接式で乗降扉は車体両側に設置されており、営業運転時は背中合わせに連結した両運転台の2両編成を組み、設計上は最大3両まで連結運転が可能である。
座席配置は前後車体および中間のフローティング車体はクロスシート、中間の台車付き車体および後部車体の最後尾はロングシートが配置され、前後車体には車椅子やベビーカー用のフリースペースが設けられている。
台車は車軸がない独立車輪式台車が用いられ、前後車体の両端には付随台車が、中間の全長が短い車体には動力台車が存在し、主電動機にあたる三相誘導電動機は中間台車の外側に配置されている。制御装置はIGBT素子のVVVFインバータ制御が用いられており、これらを含めた車両全体の機器は双方向ネットワークシステム「CAN」を用いて一括管理が行われている。また、補助電源装置や制御装置等の機器の一部は屋根上に配置されており、ユニットとして配置する等メンテナンスの簡素化が図られている。

## 運用
最初の車両（1次車）は2006年から製造が始まり、2007年までに15両（3301 - 3315）が導入された。続いて2010年からはオプション分にあたる2次車（3316 - 3376）の生産が開始され、2012年まで導入が実施された。これらの車両は行き先表示装置が従来のドットマトリクスからLEDに変更されている他、安全対策として車内に監視カメラが搭載されている。
これらの車両はヴェーアハーン線の開通までデュッセルドルフ市電の各系統で使用され、市電の路線網に残存していた高床式車両（GT8S、GT8、B4）を置き換えた。その後、ヴェアーハーン線が開通した2016年以降は同区間を経由するシュタットバーンの系統に用いられている。
このNF8Uは車体や内装のデザインが高く評価され、2007年のiFデザイン賞を受賞している。

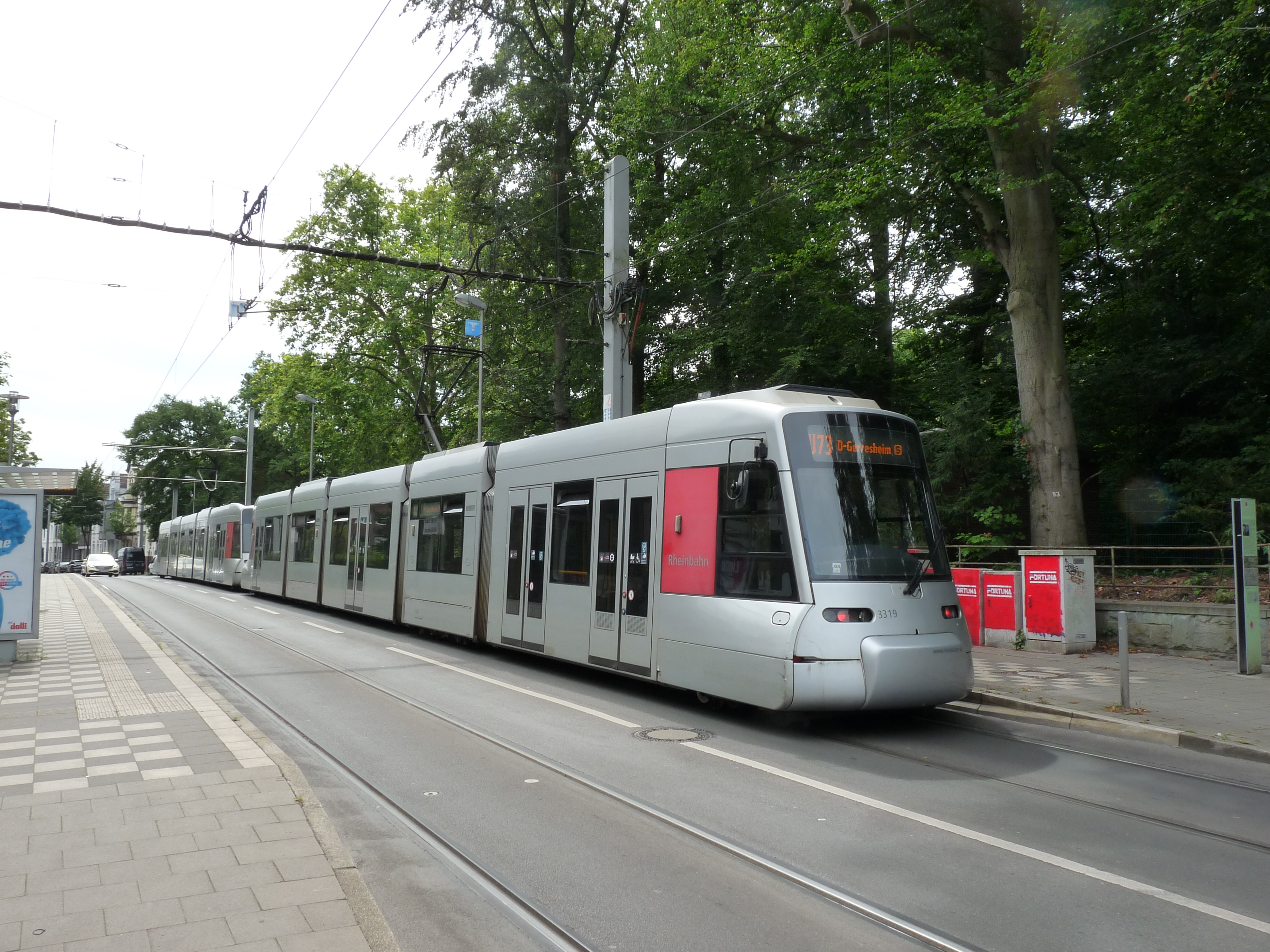
両運転台式の2両編成で運行するNF8U（2020年撮影）
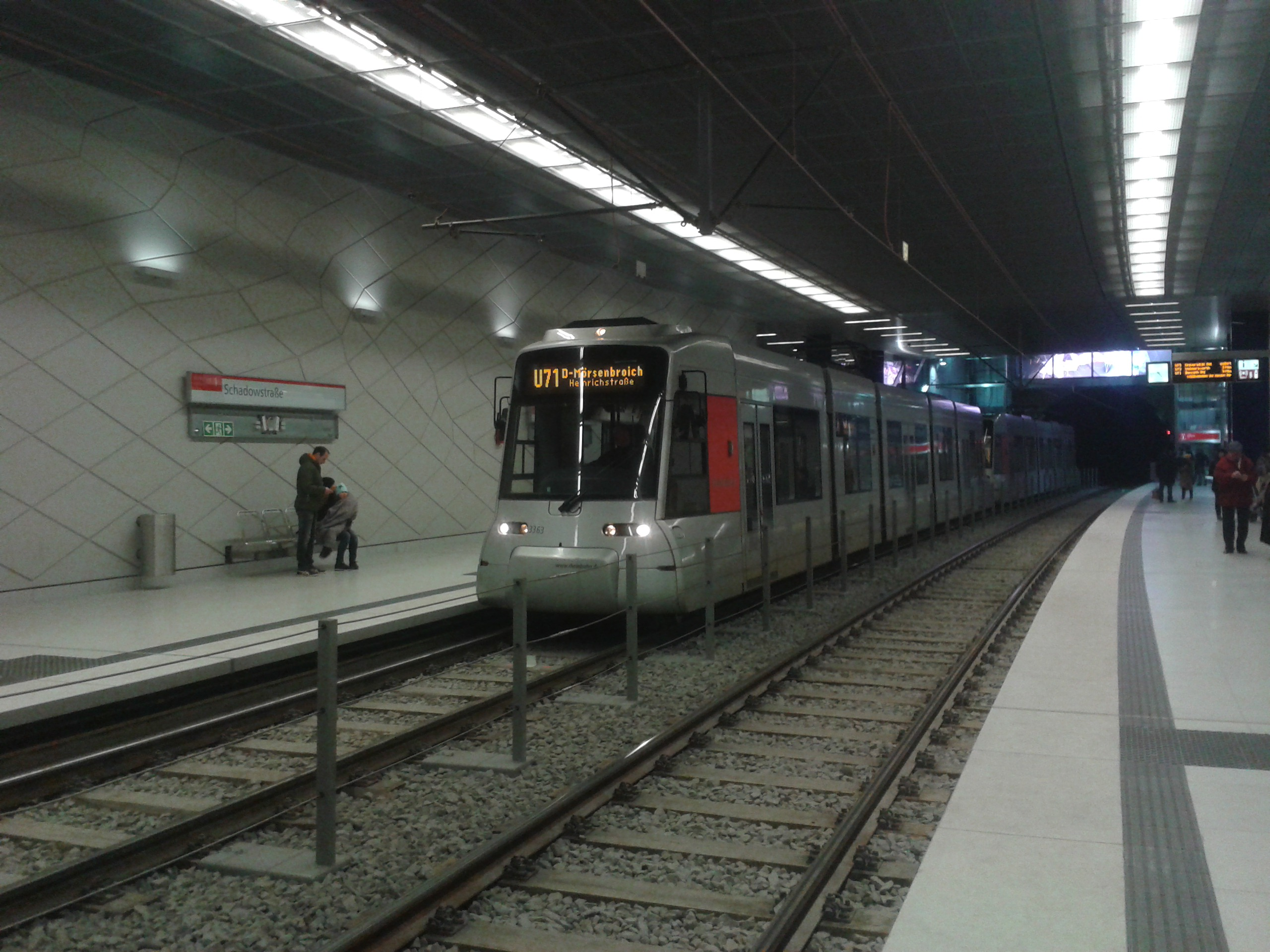
地下駅に進入するNF8U（2016年撮影）
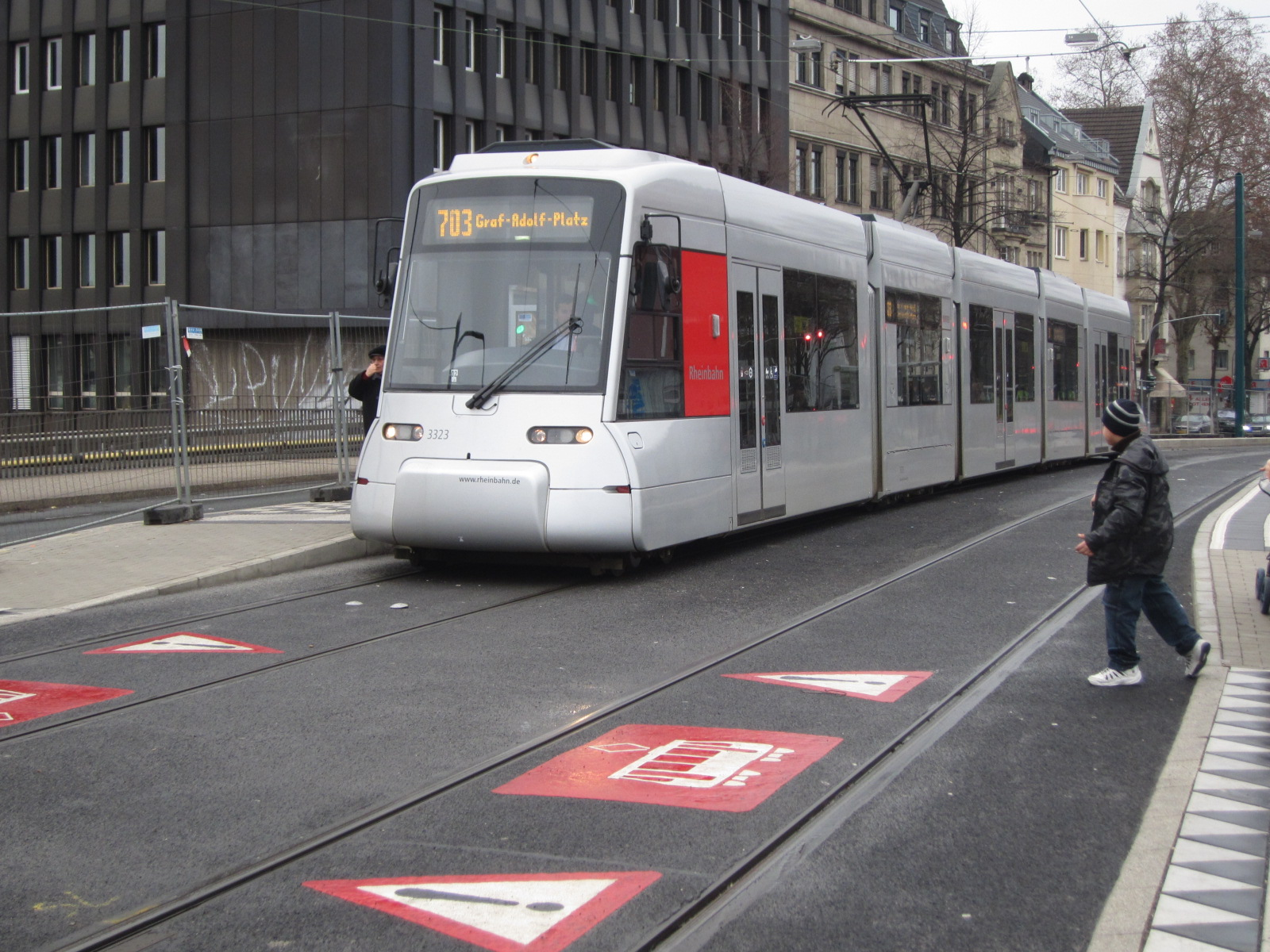
ヴェアーハーン線開通前は市電の系統で使用されていた（2011年撮影）